# Kławdija Kirsanowa
Kławdija Iwanowna Kirsanowa (ur. 16?/28 marca 1887 w Kulebakach, zm. 10 października 1947 w Moskwie) – rosyjska rewolucjonistka, działaczka partii bolszewickiej.

## Życiorys
Od 1904 należała do Socjaldemokratycznej Partii Robotniczej Rosji, działała do 1907 w jej komórkach w Permie. Podczas rewolucji 1905 roku wzięła udział w zbrojnym powstaniu robotników w Motowilisze (ośrodek przemysłowy k. Permu, obecnie w granicach miasta). Aresztowana, spędziła kolejne jedenaście lat w więzieniach i na zesłaniu, z tego cztery lata na katordze.
Po rewolucji październikowej była przewodniczącą rady robotniczej i żołnierskiej w Nadieżdinsku i rady wojskowej okręgu wierchoturskiego. Po sformowaniu 3 Armii Frontu Wschodniego Armii Czerwonej była członkinią dowodzącego nią kolegium. Źle zaopatrzona 3 Armia w grudniu 1918 roku została zmuszona do odwrotu z Permu i najbliższego regionu przez białą armię Aleksandra Kołczaka; podczas walk i odwrotu faktycznie przestała istnieć. Kirsanowa jeszcze w 1918 dotarła do Moskwy i objęła stanowisko sekretarza komitetu rejonowego partii bolszewickiej w dzielnicy Chamowniki.
Jesienią 1919 stanęła na czele wydziału politycznego komisariatu wojskowego w Permie (miasto zostało odbite z rąk białych przez Armię Czerwoną w lipcu tego roku). We wrześniu 1920 została sekretarzem komitetu WKP(b) w Omsku, natomiast w latach 1922–1924 pełniła obowiązki zastępcy rektora Uniwersytetu Komunistycznego im. Swierdłowa w Moskwie. W 1938 kierowała wydziałem uczelni wyższych Wszechzwiązkowego Komitetu Szkolnictwa Wyższego przy Radzie Komisarzy Ludowych ZSRR.
Po ataku Niemiec na ZSRR w 1941 pracowała jako lektorka wydziału agitacji i propagandy przy Radzie Komisarzy Ludowych. Po wojnie działała w Międzynarodowej Demokratycznej Federacji Kobiet i zasiadała w prezydium Antyfaszystowskiego Komitetu Kobiet Radzieckich.
Odznaczona Orderem Lenina oraz Orderem Czerwonej Gwiazdy.

## Rodzina
Była żoną działacza bolszewickiego Jemieljana Jarosławskiego, którego poznała podczas zesłania do obwodu jakuckiego. Mieli troje dzieci:
- Mariannę (1915-2003), artystkę rzeźbiarkę,
- Władimira (1922-1941/1942), lotnika,
- Frunzego (1924-1983), generała-majora lotnictwa[2].

Przez kilka lat Kirsanowa i Jarosławski wychowywali również Liliję Karastojanową, sierotę po bułgarskim rewolucjoniście, dziennikarkę i członkinię oddziału partyzanckiego na Białorusi (1917-1943).